# Suutinrauma
Suutinrauma är ett sund i Finland. Det ligger i landskapet Egentliga Finland, i den sydvästra delen av landet, 210 km väster om huvudstaden Helsingfors.
Suutinrauma ligger mellan Lupanvuori i norr och Majamaanholmi i söder. Det ansluter till Vintrinrauma i väster och Velhovesi i öster.